# هندریک آنتونی کرامرز
هندریک آنتونی کرامرز یا هانس کرامرز (۲ فوریه ۱۸۹۴ – ۲۴ آوریل ۱۹۵۲) یک فیزیک دان هلندی بود که با نیلز بور برای درک چگونگی اثر امواج الکترومغناطیسی بر ماده کار می‌کرد. هانس کارمرز پسر هندریک کارمرز، یک پزشک، و جین سوزان بروکلمان بود. در ۲۵ اکتبر سال ۱۹۲۰ او به آنا پترسون ازدواج کرد؛ که حاصل آن سه دختر و یک پسر بود. در سال ۱۹۱۲ هانس آموزش متوسطه (HBS) را در روتردام به پایان رساند و مدرک کارشناسی ریاضیات و فیزیک خود را از دانشگاه لیدن در سال ۱۹۱۶ گرفت.
بوهر و کرامرز همکاری علمی بسیار نزدیکی داشتند تا جاییکه پائولی در مورد آنها گفته بود: «بوهر الله است و کرامرز رسول اوست».

## حرفهٔ علمی
کرامرز بسیاری از تحقیقات دکترای خود را (بر شدت انتقال اتمی) در کپنهاگ و به عنوان دانشجوی نیلس بور انجام داد، اما سمت دکتری رسمی خود را در لیدن، در ۸ ماه مه سال ۱۹۱۹ دریافت کرد. پس از کار برای تقریباً ده سال در گروه بور و تبدیل شدن به یک استادیار در دانشگاه کپنهاگ، دانمارک آنتونی کارمرز در سال ۱۹۲۶ دانمارک را ترک کرد و به هلند بازگشت و یک استاد کامل در فیزیک نظری در دانشگاه اوترخت شد.
در سال ۱۹۲۵، کارمرز به همراه ورنر هایزنبرگ فرمول پراکندگی کارمرز-هایزنبرگ را بیان کردند. او همچنین مفهوم بازبه‌هنجارسازی را به نظریه میدان کوانتومی در سال ۱۹۴۸ معرفی کرد.

## افتخارات
او مدال لورنتس در سال ۱۹۴۷ و مدال هیوز را در سال ۱۹۵۱ به دست آورد.